# 牧野成貞
牧野 成貞（まきの なりさだ）は、江戸時代前期の譜代大名。上野館林藩の家老、のち江戸幕府第5代将軍・徳川綱吉の側用人、下総関宿藩主。諱は成恒とも。越後長岡藩主・牧野氏の支族、成貞系牧野家初代。

## 年譜
- 寛永11年11月29日（1635年1月17日）、旗本、書院番頭・牧野儀成（成儀とも）の次男として生まれる。母は朝倉宣正の娘（朝倉在重の娘とも）。父の儀成は、越後長岡藩主・牧野忠成の弟で、上野大胡藩主・牧野康成の三男であった。
- 慶安2年（1649年）、第3代将軍・徳川家光に初御目見。
- 慶安3年12月19日（1651年2月9日）、元服。
- 万治3年（1660年）、家光の庶子・徳川綱吉の近習（近侍）となり、綱吉が住んでいた神田の屋敷に出仕する。翌年に綱吉が上野館林藩主として分家すると、綱吉の奏者番として仕えた。
- 寛文7年（1667年）、長女・松子誕生。
- 寛文8年（1668年）、第4代将軍・徳川家綱に初御目見。
- 寛文9年（1669年）、次女・安誕生。
- 寛文10年（1670年）12月、家老に抜擢される。知行3,000石。
- 寛文11年（1671年）、三女・亀誕生。
- 延宝8年（1680年）5月
  - 綱吉が将軍世子として徳川将軍家に呼び戻されると[注釈 1]、成貞もこれに従い綱吉側衆となる。
  - 家綱の死後、常陸国内1万3000石の大名（城主）となる（後に2万石加増）。
- 天和元年（1681年）12月、「御側御用人」に任じられた。これが江戸幕府で初めての側用人という役職であり[1][注釈 2]、以後は綱吉の最側近として初期の綱吉政権を支える。
- 天和3年（1683年）、下総関宿藩に移封され、下総国（葛飾、相馬、猿嶋、岡田郡）、武蔵国、常陸国あわせて2万石加増の5万3000石を領する。官位も従四位下・備後守・侍従に昇る。
- 貞享元年（1684年）、大老・堀田正俊が暗殺されたのを機に、老中の御用部屋が将軍の居所から遠ざけられたため、将軍と老中の仲介役として側用人の成貞が大きな力を持つようになる。
- 元禄元年（1688年）、和泉、下総、常陸、下野の計7万3000石に封ぜられる。
- 貞享5年（1688年）4月21日から牧野邸へ綱吉が赴くことが増える（延べ32回、うち桂昌院同伴13回、また桂昌院単独は別に3回）。
- 元禄6年（1693年）10月27日、隠居を願い出る。
- 元禄8年（1695年）11月29日、隠居して養嗣子の成春に家督を譲る。家督を相続して間もない成春に、綱吉は特別な功労がないにもかかわらず7000石を加増し、三河吉田藩に転封を命じた。隠居後の成貞に対する加増と見ることができる。
- 正徳2年6月5日（1712年7月8日）に死去、享年79。戒名は長威虎雪東光院。墓所は東京都墨田区千歳の要津寺。

## 苦悩
以下の説がある。
- 異例の出世を遂げた成貞であったが、妻の阿久里と娘の安は徳川綱吉のお手つきにされた。
- 綱吉の傍若無人に耐えかね、「牧野家は自分一代限りにしたい」と漏らした。
- 綱吉の寵愛が柳沢吉保に移りつつあった頃は、苦悩を深めた。

## 系譜
父母
- 牧野儀成（父） - 成儀とも。
- 朝倉宣正の娘（母） - 朝倉在重の娘とも。

正室
- 大戸阿久里 - 大戸吉勝（玄蕃）の娘。徳川綱吉の母桂昌院の元侍女。桂昌院の指示で成貞と結婚。墓所は本所の弥勒寺。

側室
- 藤田氏

子女
- 牧野貞通（長男） 生母は藤田氏。幼名は幸之助、貞倶。成貞74歳の時の子。
- 松子（長女） - 永井貞清（十郎左衛門）室。院号は玉心院。墓所は全勝寺。また、元禄4年（1691年）9月に阿久里の建てた石碑がある。
- 安（次女） - 牧野成時（成貞の養子）室
- 亀（三女）

養子女
- 牧野成時 - 黒田用綱の四男。生母は都築為次の養女。幼名は直逵、惣右衛門、兵部。天和元年（1681年）12月に成貞の次女の安と結婚。天和2年（1682年）12月14日従五位下、同年に美濃守になる。安が大奥に入った夜に切腹したとも、貞享4年（1687年）9月27日に食傷で死亡した（戸田茂睡「御当代記」）ともいわれる。
- 牧野成春 - 大戸吉房（阿久里の父方の伯父）の子。母は大戸吉勝の娘。幼名は秀寿丸、式部。元禄6年（1693年）4月18日に徳川綱吉の指示で養子となる。
- 初姫 - 戸田氏成室、瑞春院の姉。
- 六郷政晴室 - 大戸吉勝の娘、阿久里の妹（瑞春院の妹と旗本白須才兵衛政休の娘で、遠藤胤親の姉妹とも[2]）
- 屋代忠知室 - 大戸半弥某の娘

## 関連作品
小説
- 編笠十兵衛 (池波正太郎、1969年 - 1970年連載)
- 浪人若さま新見左近 (佐々木裕一） - 己の意に染まぬ者はたとえ将軍でも殺そうとする、作中最大級の悪党として描かれている。
- 柳沢騒動（海音寺潮五郎、旺文社）

映画
- 人肌観音（1937年 演：藤野秀夫）
- 緋牡丹盗賊（1950年 演：羅門光三郎）
- 徳川女系図（1968年 演：小池朝雄）
- 江戸城大乱（1991年 演：大出俊）

テレビドラマ
- 大奥（1968年 演：織本順吉）
- 元禄太平記（1975年 演：松下達夫）
- 峠の群像（1982年 演：神田正夫）
- 大奥（1983年 演：田村高廣）
- ご存知!旗本退屈男III（1989年 演：成田三樹夫）
- 八代将軍吉宗（1995年 演：可知靖之）
- 元禄繚乱（1999年 演：近藤正臣）
- 大奥〜華の乱〜（2005年 演：平泉成）